# 齿果草
齿果草（学名：Salomonia cantoniensis）为远志科齿果草属下的一种植物。其种加词“cantoniensis”意为“广东的”。